# Acido ε-amminocaproico
L'acido ε-amminocaproico, o più semplicemente acido amminocaproico, è un composto chimico di formula {\displaystyle {\ce {C6H13NO2}}} che in condizioni standard si presenta come un solido cristallino bianco, inodore e insapore.

## Storia
L’acido aminocaproico è un farmaco a piccola molecola con una fase clinica massima IV per tutte le indicazioni ed è stato approvato per la prima volta nel 1964.

## Caratteristiche strutturali e fisiche
L'acido 6-aminoesanoico è un amminoacido ε costituito da acido esanoico con un gruppo amminico in posizione C-6. Rientra inoltre nella categoria degli acidi grassi ω-amminici. Il composto è:
- solubile in acqua, soluzioni acide e alcaline
- lievemente solubile in alcol
- praticamente insolubile in cloroformio ed etere.

| Strutturali                          | Strutturali                                                        |
| ------------------------------------ | ------------------------------------------------------------------ |
| N. di atomi pesanti                  | 9                                                                  |
| N. di donatori di legami a idrogeno  | 2                                                                  |
| N. di accettori di legami a idrogeno | 3                                                                  |
| N. di legami ruotabili               | 5                                                                  |
| Fisiche                              |                                                                    |
| Massa monoisotopica                  | 131,094628665                                                      |
| Superficie polare                    | 63,3 Å²                                                            |
| Sezione d'urto                       | 130,8063458 Å2 [M-H]- 131,4948458 Å2 [M+H]+ 130,8252458 Å2 [M+Na]+ |
| Polarizzabilità                      | 14,71 Å3                                                           |
| Rifrattività                         | 34,66 m3/mol                                                       |
| Termodinamiche                       |                                                                    |
| Pressione di vapore                  | 3.,01 e−09 mm Hg                                                   |

## Abbondanza e disponibilità
Il composto è naturalmente presente in C. elegans, D. pulex e A. thaliana.

## Reattività e caratteristiche chimiche

### Spettri analitici
- 1D NMR[11]
- 1H NMR[12]
- 13C NMR[13]
- 1H-13C NMR[12]
- GC-MS[12]
- MS-MS[12]
- LC-MS[14]
- IR[11]
- FTIR[15]
- ATR-IR[16]
- IR in fase di vapore[17]
- Raman[18]

## Farmacologia e tossicologia

### Farmacocinetica
L’acido e-aminocaproico è bene assorbito dal tratto gastrointestinale. Il picco di concentrazione plasmatica si raggiunge entro le due ore successive alla somministrazione orale. Il farmaco si distribuisce ampiamente in tutti i fluidi biologici ed attraversa la placenta.
È rapidamente escreto come tale nelle urine, e la massima parte di una singola dose (70-80%) è eliminata immodificata entro 12 ore. L’emivita plasmatica risulta compresa tra 2 e 5 ore. Nel plasma, la concentrazione terapeutica di solito varia da 100 a 400 mg/ml. Il volume di distribuzione è intorno a 0,4 l/kg. La clearance è pari a 169 mL/min.

### Farmacodinamica
L’acido amminocaproico inibisce competitivamente l’attivazione del plasminogeno, riducendo così la conversione del plasminogeno in fibrinolisina, un enzima che degrada i coaguli di fibrina così come il fibrinogeno e altre proteine plasmatiche, inclusi i fattori procoagulanti V e VIII. Riduce competitivamente la conversione del plasminogeno in plasmina ad opera degli attivatori del plasminogeno. Inibisce direttamente anche l’attività proteolitica della plasmina, ma per farlo sono necessarie dosi più elevate rispetto a quelle richieste per ridurne la formazione.
L’acido aminocaproico si lega in modo reversibile al dominio kringle del plasminogeno, blocca il legame di questo con la fibrina e la sua attivazione a plasmina. In assenza di attivazione della plasmina, si verifica una riduzione della fibrinolisi.
Livelli plasmatici elevati di lipoproteina(a) sono stati associati a un aumento del rischio di malattie vascolari. La lipoproteina(a) è composta da due componenti: l'apolipoproteina B-100, legata all'apolipoproteina(a). L'acido aminocaproico potrebbe modificare la conformazione dell'apolipoproteina(a), alterandone le proprietà di legame e potenzialmente impedendone la formazione.

### Effetti del composto e usi clinici
Viene utilizzato per controllare il sanguinamento post-operatorio e per trattare gli effetti da sovradosaggio degli agenti trombolitici streptochinasi e attivatore tissutale del plasminogeno. La sostanza è approvata in Taiwan per l'uso in medicina veterinaria.

### Controindicazione ed effetti collaterali
Il composto non deve essere utilizzato in caso di processi attivi di coagulazione intravascolare o coagulazione intravascolare disseminata. Possibili effetti collaterali durante una terapia a lungo termine superiore a 2 settimane includono convulsioni, miopatia, insufficienza renale e insufficienza renale acuta.

### Tossicologia
Può causare irritazione. Gli effetti osservati in studi su animali ad alto dosaggio includono convulsioni o alterazioni della soglia convulsiva e modifiche ai tubuli renali. Non è teratogeno nei conigli. Il composto presenta epatotossicità.

## Applicazioni
Viene inoltre utilizzato come intermedio chimico nella produzione del nylon.